# غليكيدون
غليكيدون هو دواء خافض لسكر الدم من صنف سلفونيليوريا يستخدم في علاج السكري النمط الثاني. تسوقه شركة بورنجر أنجلهايم الألمانية تحت اسم تجاري هو: Glurenorm.